# Skyways
Skyways – byłe szwedzkie linie lotnicze z siedzibą w Sztokholmie. Głównym węzłem był port lotniczy Sztokholm-Arlanda.

## Historia
Linie lotnicze Skyways powstały w wyniku połączenia mniejszych, regionalnych przewoźników – Salair oraz Linie lotnicze Avia. W roku 1993 przedsiębiorstwo przyjęło nazwę, pod którą jest znane do dzisiaj. Do czasu strukturalnych zmian w 2010 25% udziałów posiadał SAS. Następnie jedynym posiadaczem Skyways był Janus. 22 maja 2012 linie ogłosiły upadłość i zaprzestały działalność lotniczą.

## Porty docelowe
- Belgia
  - Bruksela – Port lotniczy Bruksela
- Dania
  - Kopenhaga – Port lotniczy Kopenhaga-Kastrup
- Łotwa
  - Ryga – Port lotniczy Ryga
- Norwegia
  - Bergen – Port lotniczy Bergen-Flesland
  - Röros – Port lotniczy Røros
  - Stavanger – Port lotniczy Stavanger
  - Trondheim – Port lotniczy Trondheim-Værnes
- Szwecja
  - Borlänge
  - Göteborg – Port lotniczy Göteborg-Landvetter
  - Halmstad
  - Jönköping
  - Karlstad
  - Kristianstad
  - Oskarshamn
  - Sztokholm – Port lotniczy Sztokholm-Arlanda
  - Sundsvall
  - Visby
  - Växjö
  - Örnsköldsvik
- Niemcy
  - Berlin – Port lotniczy Berlin-Tegel